# 分圧回路
分圧回路（ぶんあつかいろ）または分圧器（ぶんあつき）とは電気回路において、印加された電圧を所定の比で分割する回路、または、機器である。
分圧するための素子として抵抗器の他、インダクタやコンデンサを用いる場合もあり、直流回路、交流回路に対して同様に適用できる。

## 抵抗分割の法則

2本の抵抗器による分圧回路

与えられた電圧を複数の抵抗を直列接続した回路に接続すると、各抵抗には与えられた電圧に対して抵抗値に比例した電圧がかかる。これを分圧則、分圧の定理という。
最も簡単な分圧回路は、右図のように2つの抵抗器{\displaystyle R_{1}}、{\displaystyle R_{2}}で構成される。
{\displaystyle R_{1}}と{\displaystyle R_{2}}の直列回路に印加した直流電圧{\displaystyle V_{in}}によって電流{\displaystyle I}が流れる。このとき各抵抗にかかる電圧{\displaystyle V_{1}}、{\displaystyle V_{2}}はオームの法則によりそれぞれ、
{\displaystyle V_{1}=R_{1}I}
{\displaystyle V_{2}=R_{2}I}
である。ここで、電流{\displaystyle I}は
{\displaystyle I={\frac {V_{in}}{R_{1}+R_{2}}}}
であるから、分圧回路の出力電圧{\displaystyle V_{out}}は
{\displaystyle V_{out}=V_{2}={\frac {R_{2}}{R_{1}+R_{2}}}V_{in}}
となる。
また、当初の結果から、それぞれの抵抗にかかる電圧はその抵抗の抵抗値に比例するので、
{\displaystyle V_{1}:V_{2}=R_{1}:R_{2}}
であり、これを分圧比という。

分圧則（分圧の定理）

さらにこの結果を用いれば、n個の直列抵抗で分圧したとき、k番目の抵抗にかかる電圧は、
{\displaystyle V_{k}={\frac {R_{k}}{\sum _{i=1}^{n}R_{i}}}V_{in}}
であり、分圧比は、
{\displaystyle V_{1}:V_{2}:\cdots :V_{n}=R_{1}:R_{2}:\cdots :R_{n}}
となる。

## 交流電圧の分圧

2つのインピーダンス素子による分圧回路

抵抗器とコンデンサによる分圧回路

直流電圧を分圧するのと同様に、交流電圧でも同様に考えることができる。この場合、電圧や電流、分圧に用いるインピーダンス素子（抵抗・インダクタ・コンデンサ）を複素数の領域に拡張して行う。
上記の直流電圧の場合と同様に、2つのインピーダンス素子{\displaystyle Z_{1}}、{\displaystyle Z_{2}}で構成することを考える。
{\displaystyle Z_{1}}と{\displaystyle Z_{2}}の直列回路に印加した交流電圧{\displaystyle v_{in}}によって電流{\displaystyle i}が流れる。このとき各抵抗にかかる電圧{\displaystyle v_{1}}、{\displaystyle v_{2}}は交流回路におけるオームの法則によりそれぞれ、
{\displaystyle v_{1}=Z_{1}i}
{\displaystyle v_{2}=Z_{2}i}
である。ここで、電流{\displaystyle i}は
{\displaystyle i={\frac {v_{in}}{Z_{1}+Z_{2}}}}
であるから、分圧回路の出力電圧{\displaystyle v_{out}}は
{\displaystyle v_{out}=v_{2}={\frac {Z_{2}}{Z_{1}+Z_{2}}}v_{in}}
である。
例えば、{\displaystyle Z_{1}}が抵抗{\displaystyle R}、{\displaystyle Z_{2}}がコンデンサ{\displaystyle C}（インピーダンスは{\displaystyle {\tfrac {1}{j\omega C}}}）の場合は図のようになり、出力電圧{\displaystyle v_{out}}は、入力電圧の角周波数を{\displaystyle \omega }とすれば、
{\displaystyle {\begin{aligned}v_{out}&={\frac {Z_{2}}{Z_{1}+Z_{2}}}v_{in}\\&={\frac {\frac {1}{j\omega C}}{R+{\frac {1}{j\omega C}}}}v_{in}\\&={\frac {1}{1+j\omega CR}}v_{in}\end{aligned}}}
となる。この分圧回路は角周波数が小さければ{\displaystyle v_{out}}は大きく、角周波数が大きければ{\displaystyle v_{out}}が小さくなるローパスフィルタである。なお、入力電圧と出力電圧では位相が異なることに注意が必要である。この場合、電圧に対する電流の位相差{\displaystyle \theta }は、
{\displaystyle \theta =\tan ^{-1}({\frac {1}{\omega CR}})}
で与えられ、電圧よりも電流の位相が進む。

## 倍率器

電圧計と倍率器による測定範囲の拡大
点線内は測定器の指示部および内部抵抗、倍率器は

電圧測定器では、分圧回路を適用して電圧測定範囲を拡げることができる。この場合は付加する抵抗を倍率器と呼ぶ。
右図において、点線内の電圧測定器（検流計G）のフルスケールは{\displaystyle V_{1}}、その時に流れる電流は{\displaystyle I}、測定器の内部抵抗は{\displaystyle r}とする。
この測定器を所定の倍率の高電圧を測定できるようにするためには、測定電圧を印加したときに流れる電流が{\displaystyle I}以下であることが必要である。そのために外部に抵抗{\displaystyle R}を接続する。フルスケールを所定倍率に設定するとき、フルスケールでは流れる電流は等しいので
{\displaystyle I={\frac {V_{1}}{r}}={\frac {V_{1}+V_{2}}{r+R}}}
になるように設定する。例えば10倍の電圧をフルスケールで測定するためには、{\displaystyle V_{1}\times 10}が{\displaystyle V_{1}+V_{2}}に相当するので、
{\displaystyle {\frac {V_{1}}{r}}={\frac {10V_{1}}{r+R}}}
{\displaystyle \therefore r+R=10r}
{\displaystyle \therefore R=9r}
にすればよい。